# Frank Fehrenbach
Frank Fehrenbach (* 1963 in Oberndorf am Neckar) ist ein deutscher Kunsthistoriker.
Fehrenbach studierte Kunstgeschichte, Geschichte und Philosophie in Tübingen und Basel, war 1992 bis 1995 Fellow in der Arbeitsgruppe Kulturgeschichte der Natur im Kulturwissenschaftlichen Institut Essen und wurde 1995 an der Universität Tübingen promoviert. Als Post-Doktorand war er 1995/96 an der Bibliotheca Hertziana in Rom,  war 1996 bis 2001 Assistent am Kunsthistorischen Institut in Florenz und habilitierte sich 2003 in Basel. Von 2003 bis 2005 war er Stipendiat der Fritz Thyssen Stiftung. Ab 2005 war er Senior Professor an der Harvard University. 2013 bis 2018 leitete er im Rahmen seiner Humboldt-Professur am Kunstgeschichtlichen Seminar an der Universität Hamburg die Forschungsstelle Naturbilder / Images of Nature. Seit 2019 ist er Co-Direktor der DFG-Kollegforschungsgruppe Imaginarien der Kraft.
Fehrenbach befasst sich insbesondere mit Leonardo da Vinci und den Verbindungen von Kunstgeschichte, Naturwissenschaften und Naturphilosophie. 
1996 erhielt er den Hans-Janssen-Preis der Akademie der Wissenschaften zu Göttingen und 2004 den Wissenschaftspreis der Aby-Warburg-Stiftung in Hamburg. Er war Gastprofessor in Berlin, Jena, Cambridge MA, Florenz, Paris und Shanghai und 2010/11 Fellow am Wissenschaftskolleg zu Berlin, 2018/19 an der Kolleg-Forschungsgruppe "Bildevidenz" FU Berlin und 2024 an der Italian Academy der Columbia University in New York. Er ist Mitglied der Akademie der Wissenschaften in Hamburg und war 2020 bis 2022 Sprecher des Präsidiums des Hamburg Institute for Advanced Study (HIAS).

## ForschungsstelleNaturbilder / Images of Nature
Die Forschungsstelle Naturbilder / Images of Nature arbeitete von Juli 2013 bis Juni 2018 im Rahmen der Alexander von Humboldt-Professur Fehrenbachs. Die Forschergruppe beschäftigte sich mit der Kunst- und Bildgeschichte der Natur besonders in der europäischen Frühen Neuzeit. Ihre besondere Aufmerksamkeit galt dem Natürlichen in den Künsten wie Lebendigkeit, Kraft, Form, Expression oder Qualität und den hiermit rekonstruierbaren Analogien und Übertragungsvorgängen zwischen Kunst und Natur. Die Forschungsstelle förderte den Dialog zwischen der Bildgeschichte von Kunst, Naturwissenschaften, Naturphilosophie und Technik. 

## Schriften (Auswahl)
- Licht und Wasser. Zur Dynamik naturphilosophischer Leitbilder im Werk Leonardo da Vincis. Tübinger Studien zur Archäologie und Kunstgeschichte, 16. Tübingen: Wasmuth, 1997.
- als Herausgeber: Leonardo da Vinci: Natur im Übergang. Beiträge zu Wissenschaft, Kunst und Technik. München: W. Fink, 2002.
- Die Goldene Madonna im Essener Münster. Der Körper der Königin. Ostfildern: Tertium, 1996. Essen: Klartext Verlag, 2003.
- Compendia mundi. Gianlorenzo Berninis Fontana dei Quattro Fiumi (1648–51) und Nicola Salvis Fontana di Trevi (1732–62). Berlin/München: Deutscher Kunstverlag, 2008.
- als Herausgeber mit Cornelia Zumbusch: Aby Warburg und die Natur. Epistemik, Ästhetik, Kulturtheorie. Berlin - Boston 2019.
- Quasi vivo. Lebendigkeit in der italienischen Kunst der Frühen Neuzeit. Berlin: De Gruyter, 2021.